# Fryxell (månekrater)
Fryxell er et lille nedslagskrater på Månen. Det befinder sig på Månens bagside og er opkaldt efter den amerikanske geolog Roald H. Fryxell (1934 – 1974).
Navnet blev officielt tildelt af den Internationale Astronomiske Union (IAU) i 1985.
Før det blev omdøbt af IAU, hed dette krater "Golitsyn B".

## Omgivelser
Fryxellkrateret ligger midt i den vestlige, indre ring af Montes Rook. Det ligger i den alleryderste del af det område, som lige akkurat lejlighedsvis bringes inden for synsvidde fra Jorden på grund af gunstig libration, men krateret ses da fra siden og ligger i bjergrige omgivelser, så mange detaljer ikke kan observeres.

## Karakteristika
Krateret er næsten cirkulært, men har et lidt polygonalt udseende. Det er skålformet med en mørk kraterbund uden særlige landskabsformationer. De indre kratervægge har højere albedo end det omgivende terræn og synes derfor forholdsvis lyse.